# Lynn "Red" Williams
Lynn "Red" Williams (Omaha, Nebraska, 19 de diciembre de 1962) es un actor y deportista estadounidense.

## Biografía
Estudió en la Universidad de Kansas, donde jugó al fútbol americano. Fue entrenador asistente de ese deporte en la escuela secundaria en Palos Verdes Chadwick.
Conocido por haber interpretado a Jax en la película Mortal Kombat: Annihilation.
Se presentó como Sabre en el programa de televisión American Gladiators en 1992-1996 y también apareció como concursante en la comedia de demostración del juego Street Smarts. Actuó como el superhéroe Caballero Negro (de Ultraverse Marvel Version) en la serie de televisión Nightman (1999) en los episodios "Caballero Negro" (Episodio 24) y "Knight Life" (Episodio 29).